# Strandmelde
Strandmelde (Atriplex littoralis) is een plant uit de amarantenfamilie (Amaranthaceae). Het is een halofyt en de plant komt dan ook veel voor langs kusten in verschillende delen van de wereld.
In Midden- en Noord-Europa ligt de bloeitijd doorgaans tussen juni en september. Bestuiving vindt plaats door de wind. De vruchten worden eveneens door de wind, maar vooral ook via het water verspreid. Afhankelijk van de omgeving kan de plant 5-150 cm hoog worden en verschillende groeivormen (kruipend of omhoogstaand) aannemen. In het Europese binnenland is deze zoutminnende plant zeldzaam, en een indicator voor een hoog zoutgehalte van de bodem.

## Plantensociologie
Strandmelde is een kensoort van de strandmelde-associatie (Atriplicetum littoralis).